# Порки в Вакилэнде
«Порки в Вакилэнде» (англ. Porky in Wackyland) — короткометражный мультфильм 1938 года из серии Looney Tunes, созданный на студии Leon Schlesinger Productions и дистрибутированный на студии Warner Bros. Pictures.
В этом мультфильме Порки гонится за птицей Додо, за которую обещано очень большое вознаграждение, по сюрреалистической местности, созданной большим талантом и фантазией Роберта Клампетта.
В 1994 году мультфильм занял 8 место в списке «50 величайших мультфильмов». В 2000 году был признан «культурно, исторически или эстетически значимым» Библиотекой Конгресса и в том же году был выбран для хранения в Национальном реестре фильмов.

## Сюжет
Мультфильм начинается с того, что на фоне начальных титров бегает продавец газет (пёс) и сообщает сенсационную новость — Пиггли виггли отправился в Африку на охоту за редкой птицей Додо, стоящей 4 секстиллиона долларов. Потом нам показывают самого Порки, пролетающего на аэроплане Тёмную Африку, Ещё Более Тёмную Африку и приземляющегося в районе Темнейшей Африки, обозначенным знаком вопроса. Здесь стоит табличка, доказывающая, что он прилетел в Страну чудес, и голос из ниоткуда «Здесь всё возможно!».
Пиггли виггли здесь наблюдает множество необычных существ и явлений, прежде чем увидеть самого Додо. Встретившись с ним, Порки пытается поймать его, но Додо уворачивается и применяет различные (в том числе и необычные) средства для этого. В конце концов, Порки удаётся обмануть птицу и поймать её. Для этого он переоделся в бородатого продавца газет и стал кричать:  «Новость! Новость! Порки поймал Додо! », После чего оглушает Додо молотком.